# Georges Desmarées

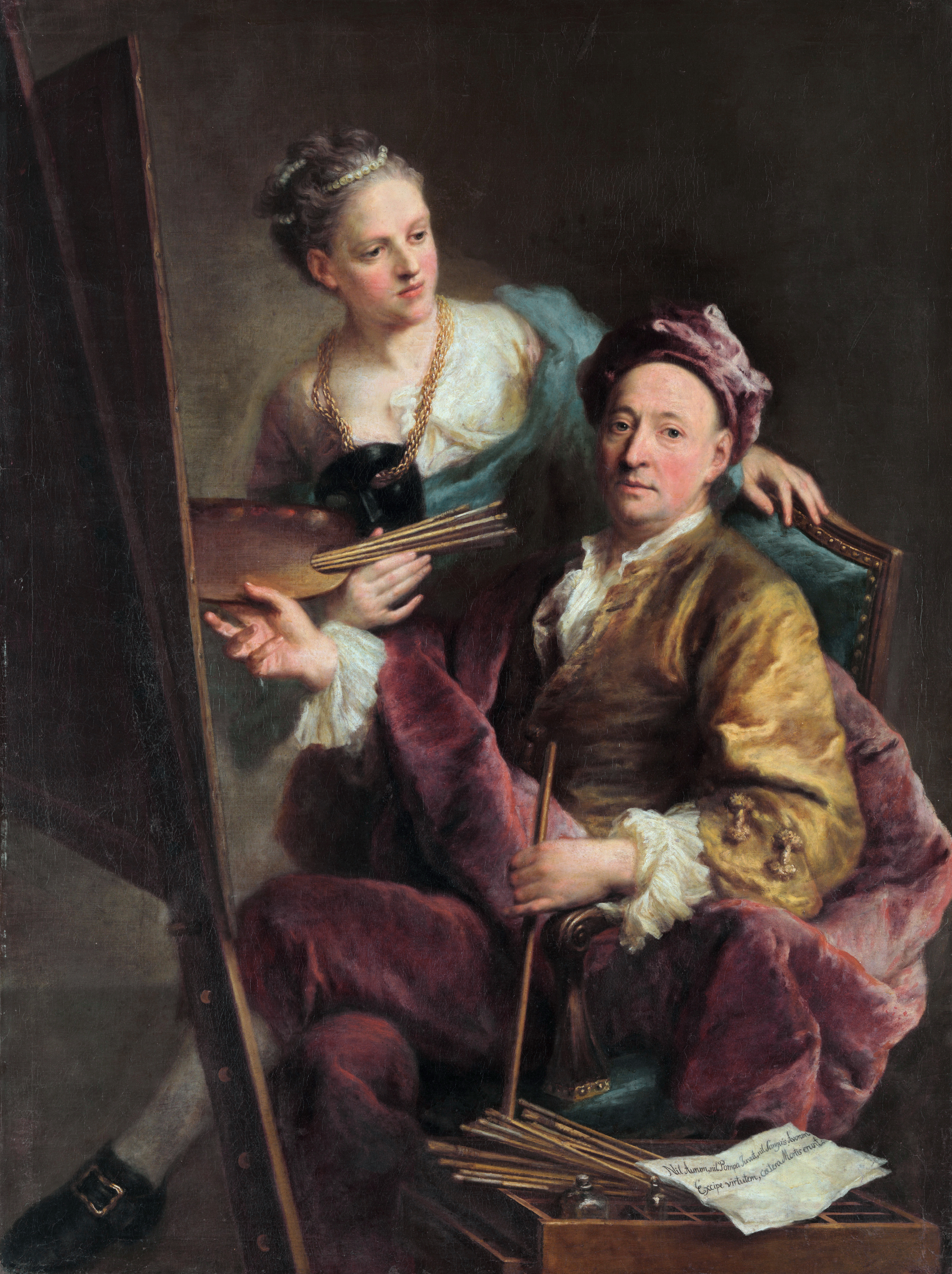
El artista con su hija Antonia, óleo sobre lienzo, 159 x 118 cm, Múnich, Alte Pinakothek.

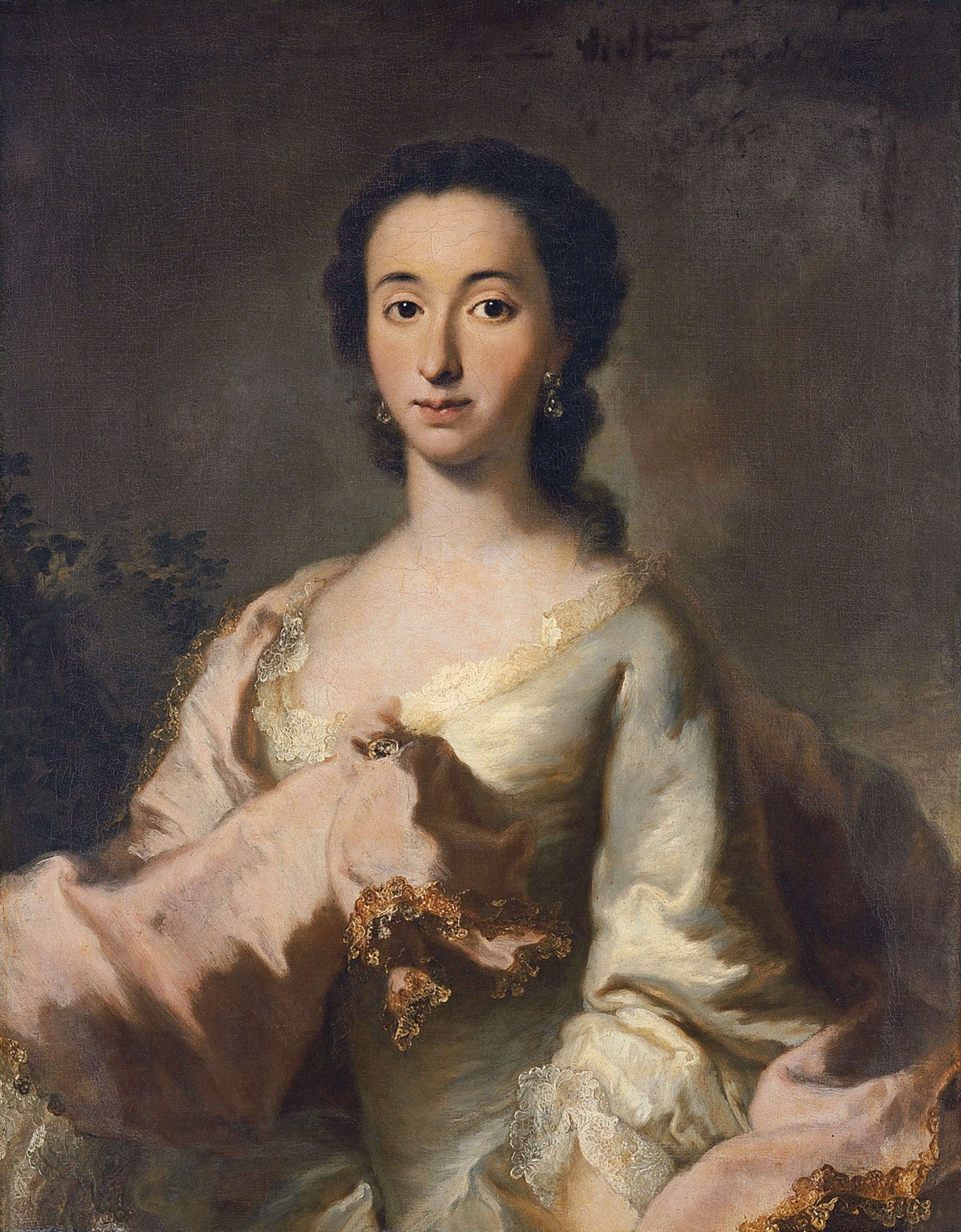
María Rosa Walburga von Soyer, 1750, óleo sobre lienzo, 88 x 69 cm, Madrid, Museo Thyssen-Bornemisza.

Georges Desmarées o George de Marées (Gimo, Uppland, 1697-Múnich, 1776) fue un pintor sueco de estilo rococó especializado en retratos. 

## Biografía y obra
De ascendencia francesa, nació en Gimo (Suecia) el 29 de octubre de 1697. Comenzó su formación a los trece años en Estocolmo, en el taller de su tío Peter Martin Mijtens el Viejo, pintor de la corte.  En 1724 abandonó Suecia para realizar un viaje de estudios que le llevó primero a Ámsterdam. Inmediatamente pasó a Núremberg, donde asistió a su academia, y de allí a Venecia. Aquí completó su formación con Giambattista Piazzeta. En 1728 regresó a Augsburgo pero dos años más tarde fue llamado a trabajar para la corte del elector de Baviera, el futuro emperador Carlos VII. Converso al catolicismo fijó su residencia en Múnich desde donde, muy apreciado por sus elegantes retratos de gusto rococó y brillantes colores, trabajó también para las cortes de Bonn, a donde viajó en alguna ocasión al servicio del príncipe obispo Clemente Augusto de Colonia, Wurzburgo, Kassel y Maguncia.
La ocupación principal de Desmarées fue el retrato de corte, progresivamente influido por el gusto francés, aunque también cultivó la pintura de altar (Theatinerkirche de Múnich). Algunos de sus retratos se conservan en la Alte Pinakothek y en la Residenz de Múnich —Retrato doble del elector Maximiliano III y el conde de Seeau, directo del teatro de corte—, la Staatsgalerie de Stuttgart, el Nationalmusuem de Estocolmo —Retrato de Brita Kristina Appelborn, esposa del almirante— o el Museo Thyssen-Bornemisza de Madrid: retratos de medio cuerpo de Franz Carl von Soyer y de María Rosa Walburga von Soyer.